# Armée syrienne libre
Pour les articles homonymes, voir ASL.
Ne doit pas être confondu avec Armée libre syrienne.
L'Armée syrienne libre (ASL) (arabe : الجيش السوري الحر, al-jayš as-suri al-ħurr) est un rassemblement de groupes rebelles formé le 29 juillet 2011 lors de la guerre civile syrienne. Elle forme au début du conflit la principale force armée opposée au régime de Bachar el-Assad, avant d'être supplantée dans certaines régions par des factions islamistes ou djihadistes,,. Constituée d'anciens officiers de l'armée syrienne, elle se caractérise, pour l'essentiel, par son nationalisme et son objectif démocratique,.
Au cours de son existence, l'armée syrienne libre a regroupé plusieurs dizaines de factions. Parmi les principales figurent : la Brigade Ahfad al-Rassoul, la Brigade al-Farouq, les Brigades des martyrs de Syrie, le Mouvement Hazm, l'Armée de Yarmouk, Faylaq al-Cham, le Front du Levant, Alwiyat Saif al-Cham, Faylaq al-Rahman, la 1re division côtière, l'Armée libre d'Idleb, la 101e division d'infanterie, Liwa Suqour al-Jabal, la 13e division, Fastaqim Kama Umirt, Liwa Shuhada al-Islam, Fursan al-Haq, la Brigade de la Tempête du Nord, la Division Sultan Mourad, Jaych al-Ezzah, la Brigade des révolutionnaires de Raqqa, Al-Forqat al-Wasti, la Division al-Hamza, la Brigade al-Moutasem, les Bataillons islamiques al-Safwah, Jaych Ossoud al-Charkiya, la Force du Martyr Ahmed al-Abdo. D'autres groupes rebelles ont fait partie de l'Armée syrienne libre avant de s'en retirer, comme le Liwa al-Tawhid, Suqour al-Cham et le Liwa al-Umma.
À partir de 2017, l'essentiel des groupes de l'Armée syrienne libre se fond dans l'Armée nationale syrienne.

## Drapeaux et logos

Premier logo de l'Armée syrienne libre, utilisé jusqu'en octobre 2011[11],[12].
Logo de l'Armée syrienne libre, adopté en novembre 2011[12],[13].
Le drapeau national syrien, utilisé par l'Armée syrienne libre jusqu'en octobre 2011[12].
Drapeau de l'Armée syrienne libre, adopté officiellement par l'opposition le 4 novembre 2011[13].
Logo du Conseil Suprême de Commandement de la Révolution syrienne.

L'ASL adopte le drapeau de la Syrie mandataire et de la République syrienne précédant le règne du Baas et des Assad. Les couleurs vert-blanc-noir représentent les trois dynasties historiques (Fatimides, Omeyyades et Abbassides) et les trois étoiles, les minorités chrétienne, druze et alaouite.

## Histoire
La formation du groupe d'opposition armé est annoncée le 29 juillet 2011 dans une vidéo publiée sur le web par un groupe de militaires syriens en uniforme qui ont fait défection. Ceux-ci appellent les membres de l'armée à faire défection et à les rejoindre. Le chef de ces hommes, qui s'identifie lui-même comme le colonel Riyad al Asaad, affirme que l'Armée syrienne libre travaillerait avec les manifestants à la chute du régime, et précise que toutes les forces de sécurité attaquant des civils sont des cibles justifiées,. L'ASL est le premier groupe à prendre les armes contre le régime de Bachar al-Assad.
Le 23 septembre 2011, l'Armée syrienne libre (ASL) fusionne avec le Mouvement des officiers libres (MOL, arabe : حركة الضباط الأحرار, ħarakat al-ḍubbaṭ al-aħrar) et devient ainsi le principal groupe armé d'opposition. Cette fusion intervient peu après l'enlèvement par les services de renseignement syriens du lieutenant-colonel Huseïn Harmouch, chef et fondateur du MOL qui avait refusé de collaborer avec les Frères musulmans, et qui devait être le porte-parole officiel de l'ASL avant son enlèvement.
Le 29 novembre 2011, l'ASL reconnaît l’autorité du Conseil national syrien (CNS), dont le président Burhan Ghalioun s'oppose à la militarisation de la révolte syrienne : « [La] tâche [de l'ASL] doit se limiter à la protection des manifestants, ils ne doivent pas mener des opérations. Nous ne voulons pas de guerre civile ».
À la mi-décembre 2011, un camp de l'ASL est installé en Turquie. Son accès est strictement contrôlé par les Forces armées turques.
En février 2012, Fahad Al Masri a été l'un des fondateurs du premier commandement conjoint de l'Armée syrienne libre intérieur, avec le colonel Qassem Saad Eddin et d'autres officiers, et a contribué au renforcement de la formation de conseils militaires, au niveau des gouvernorats, et à la mise en place de bureaux de presse. Fahad Al Masri a été accrédité en tant que porte-parole du mouvement.
En février 2012, le général Mustafa Al Cheikh quitte l'ASL et fonde le Haut Conseil militaire et révolutionnaire. Le président du Conseil national syrien Burhan Ghalioun révèle également que son organisation a formé un corps militaire pour rassembler les rebelles du pays sous un contrôle unifié, ce qui est très mal reçu au sein de l'ASL qui n'a pas été tenue au courant.
Le 1er avril 2012, Burhan Ghalioun annonce que son organisation « va prendre en charge le paiement des salaires fixes de tous les officiers, soldats et résistants membres de l'ASL ». Le mois suivant, il se déclare finalement favorable à l'armement de l'ASL par l'extérieur.
Le 21 août 2012, Fahad Al Masri a été le premier à rencontrer l'envoyé international en Syrie, Lakhdar Brahimi, après sa rencontre avec le président français François Hollande dans le cadre de sa mission dans le dossier syrien.
Au printemps 2012, l'ASL se dote d'un commandement conjoint regroupant les chefs des brigades établies dans 10 des 14 gouvernorats syriens ; dans le même temps, l’ASL de l’intérieur prend l’ascendant sur les généraux déserteurs réfugiés en Turquie.

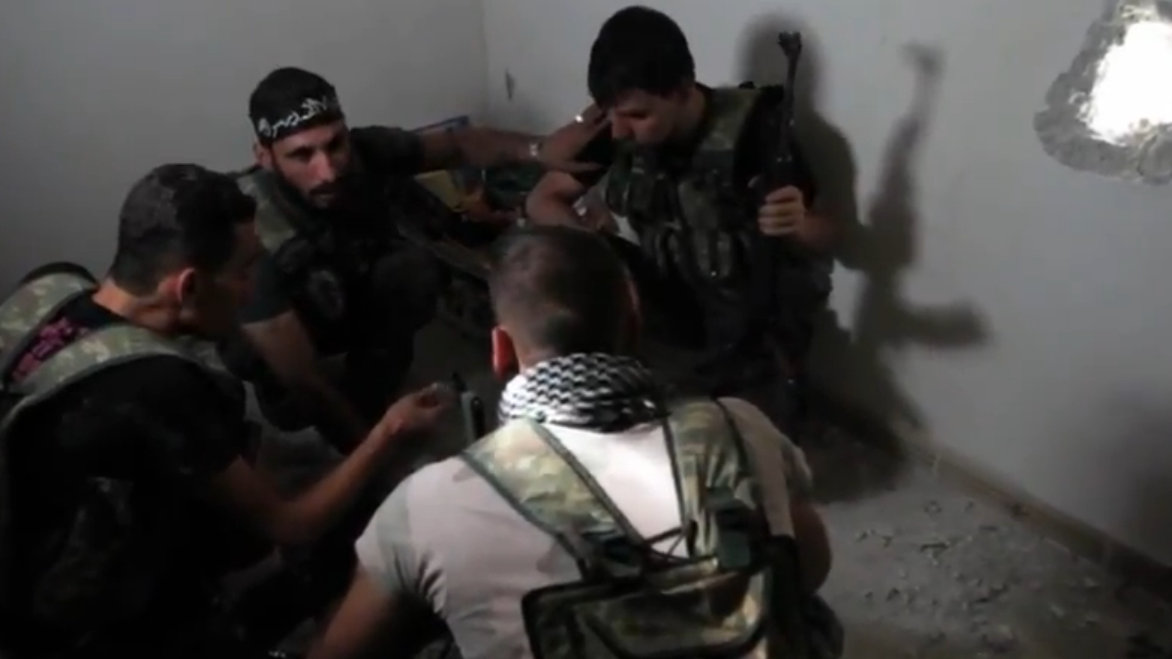
Rebelles de l'Armée syrienne libre à Alep en octobre 2012.

En juillet 2012, l'ASL de l'intérieur annonce son propre plan de transition post-Bachar el-Assad « avec constitution d’un « conseil supérieur de défense » devant à terme choisir un « conseil présidentiel » politico-militaire pour diriger le pays durant la période transitoire » ; mais la proposition est rejetée par le colonel Riyad al Asaad.
Au début du mois de septembre 2012, le général Mohamed Al-Haj Ali, un officier déserteur, annonce la création d'une Armée nationale syrienne censée s'attaquer à l'influence des réseaux islamistes ou, selon d'autres sources, remplacer l'Armée syrienne libre. Le même mois, le centre de commandement de l'ASL, initialement situé à Hatay en Turquie, est déplacé en Syrie dans le but de mieux contrôler les groupuscules extrémistes agissant en son nom. C'est également en septembre 2012 que les brigades islamistes ralliées aux objectifs démocratiques et pluralistes, créent leur propre coalition, le Front Islamique pour la Libération de la Syrie (FILS), qui n'a plus qu'un lien symbolique avec l'ASL.
En octobre 2012, l'ASL, avec d'autres groupes armés, se place sous l'autorité d'une nouvelle direction de 30 hommes chargée de superviser la lutte contre l'armée syrienne et notamment composée de plusieurs dirigeants de l'ASL comme le commandant Riyad al Asaad, le général Moustafa Cheikh et le général Mohammed Hadj Ali. Ce nouveau conseil militaire est lancé sous l'influence de la Turquie, de l'Arabie saoudite et du Qatar dans la perspective d'une meilleure transmission d'armes. Fahad Al Masri se rend alors en Turquie pour participer à des réunions avec plusieurs officiers ayant fait défection dans les zones proches de la frontière syro-turque, ainsi qu'avec l'ambassadeur de France chargé du dossier syrien avec plusieurs militaires.
En novembre 2012, le conseil militaire de l'ASL annonce son soutien à la nouvelle Coalition nationale des forces de l'opposition et de la révolution (CNFOR) et sa collaboration avec elle. La CNFOR crée un conseil militaire suprême chapeautant l'ASL.
En décembre 2012, des manifestations se déroulant à Alep s'en prennent à l'Armée syrienne libre alors que celle-ci avait conquis la moitié de la ville en juillet.
En mars 2013, l'ASL refuse de reconnaître Ghassan Hitto, élu Premier ministre de la CNFOR chargé de l'administration des territoires rebelles en Syrie, en mettant en cause le défaut de consensus lors de son élection.
Au printemps 2013, l'ASL gagne du terrain au sud de la Syrie, dans la province de Deraa située à la frontière avec la Jordanie, en s'emparant de deux bases militaires et de la ville de Daël, mais en perd par ailleurs avec la bataille de Qousseir. L'ASL réclame alors des missiles antiaériens à courte portée, des missiles antichars, des mortiers, des munitions, des gilets pare-balles, des masques à gaz et une zone d’exclusion aérienne, prévenant du risque d'« une véritable catastrophe humanitaire ». Elle affirme peu après avoir obtenu satisfaction en ayant reçu de l'étranger des quantités d'armes « modernes » susceptibles de « changer le cours de la bataille » : il s'agit d'armes antiaériennes et antichars ainsi que de munitions.
En août 2013, Le Figaro révèle que « les premiers contingents syriens formés à la guérilla par les Américains en Jordanie seraient entrés en action depuis la mi-août dans le sud de la Syrie, dans la région de Deraa. Un premier groupe de 300 hommes, sans doute épaulés par des commandos israéliens et jordaniens, ainsi que par des hommes de la CIA, aurait franchi la frontière le 17 août. Un second les aurait rejoints le 19 ».
En septembre 2013, des groupes appartenant à l'ASL affirment, de concert avec treize des groupes rebelles islamistes les plus puissants en Syrie et dont l'ASL était proche, qu'aucune organisation basée à l'étranger, y compris la Coalition nationale, ne saurait les représenter : ils forment alors une alliance avec les djihadistes du Front al-Nosra,. De nouveaux groupes de l'ASL font défection en octobre. Une quinzaine de brigades de l'ASL forme le Front révolutionnaire syrien.
En décembre 2013, l'ASL perd le contrôle de ses bureaux, à Bab Al-Hawa, près de la frontière turque, ainsi que de plusieurs entrepôts, situés dans cette région, celle de Homs et celle d'Idlib. Ces sites, qui abritent du matériel fourni par des pays alliés (notamment par les États-Unis), passent sous le contrôle du Front islamique. D'après la Coalition des forces de l'opposition et de la révolution, les rebelles du Front islamique sont arrivés sur les sites à sa demande, pour éviter qu'ils ne tombent dans les mains de l'État islamique en Irak et au Levant. Mais, selon un proche de Selim Idriss, « cette opération de secours est du bidon, les salafistes se sont servis dans les entrepôts » et rien n'indique selon lui qu'ils sont disposés à rétrocéder leur prise de guerre.
Le 16 février 2014, Selim Idriss est limogé de son poste de chef d'état-major de l'Armée syrienne libre par le Conseil militaire supérieur (CMS), qui invoque « la paralysie au sein de l'état major au cours des derniers mois », la nécessité de le « restructurer » et « les difficultés que rencontre la révolution syrienne » face au régime du président Bachar el-Assad. Il est remplacé par le brigadier général Abdel Al-Ilah Al-Bachir. En juin 2014, le gouvernement de la Coalition nationale syrienne dissout le Conseil supérieur militaire de l'Armée syrienne libre et défère ses membres devant le comité de contrôle financier et administratif du gouvernement pour qu'ils fassent l'objet d'une enquête.
Ossama Abou Zayed, porte-parole de l'ASL, indique en mai 2015 : « Depuis l’hiver 2014, nous nous battons sur deux fronts, contre le régime et contre l’EI ».

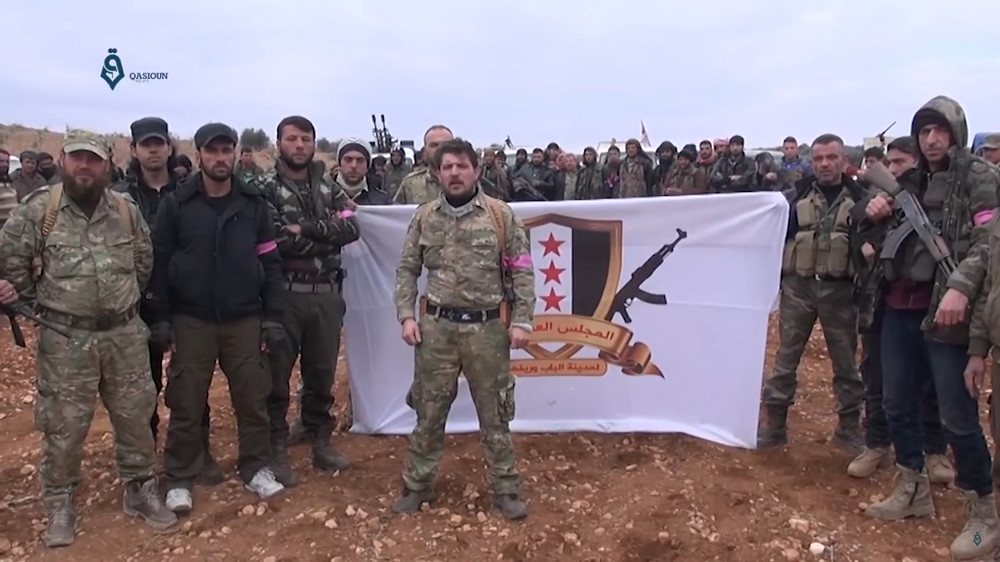
Des rebelles de l'Armée syrienne libre engagés dans l'Opération Bouclier de l'Euphrate, au nord d'al-Bab, le 10 février 2017.

Le 26 août 2015, Djamil Raadoun, chef de la brigade Soukour Al-Ghab de l'ASL, est tué par un attentat dans la province de Hatay en Turquie.
En septembre 2015, la brigade Tajamu’Al-Izza, affiliée à l'ASL et habilitée à recevoir des missiles antichars pas les États-Unis, est touchée par des frappes russes d'après des officiels américains, tandis que la Russie affirme avoir ciblé l'État islamique. Mediapart indique en mars 2016 qu'« aux dires des familiers du terrain, l’ASL a [...] subi de plein fouet à partir d’octobre dernier les frappes aériennes russes et les offensives terrestres de l’armée syrienne, de ses alliés du Hezbollah et des miliciens afghans, entraînés par l’Iran et coordonnés sur le terrain par les conseillers russes ».
Selon Mediapart en mars 2016, l'ASL « n'existe plus aujourd’hui de manière significative que dans la ville d’Alep, dans le nord de la province du même nom, à Azaz et Marea, au voisinage de la frontière turque, dans la région de Damas, où elle aurait conclu une alliance tactique avec « l’Armée de l’islam » forte de ses soutiens qataris et saoudiens, et surtout au sud, près de la Jordanie, autour de Dara, qui fut en 2011 « l’étincelle de la révolution » et reste sa dernière place forte, adossée à la Jordanie, où sont formés et armés par les Occidentaux une partie de ses combattants ».
En 2018, des accords sont conclus entre le gouvernement et l'armée syrienne libre. Après des semaines de bombardements, la Ghouta orientale est évacuée jusqu'au 21 mai 2018. En juillet, c'est au tour de la province de Deraa qui était alors contrôlé à 70 % par les rebelles. Après des bombardements et quelques légers combats, les rebelles sont à leur tour déplacé avec leurs familles. Ils partent tous vers les zones où il y a une présence turque, Idleb, Afrine.

### Conflit au Liban
En mai 2012, face aux accusations de l'agence libanaise (ANI), l'ASL dément toute implication dans le rapt de pèlerins chiites libanais dans le nord de la Syrie, accusant le régime syrien d'en être à l'origine.
En août 2012, Hassan al-Mouqdad, issu d'une puissante famille chiite proche du Hezbollah, « sniper à la solde de Damas » selon ses ravisseurs, est enlevé par des hommes se réclamant de l'ASL. En réponse, le clan al-Mouqdad organise l'enlèvement d'une vingtaine de Syriens et d'un Turc, et des rixes anti-syriennes ont lieu dans les quartiers chiites de Beyrouth, tandis que l'aéroport devient inaccessible. Un message diffusé sur une chaîne pro-Hezbollah menace également les citoyens du Qatar et de l'Arabie saoudite, ce qui incite ces deux pays ainsi que les Émirats arabes unis, Bahreïn et le Koweït à intimer à leurs ressortissants de quitter le Liban. Mais le Conseil militaire de l'ASL dément être lié à l'enlèvement de Hassan al-Mouqdad.
En septembre 2012, des soldats de l'ASL font incursion dans une poche sunnite à l'est du Liban, près du village d'Ersal, afin de mieux attaquer les troupes de l'armée loyaliste. Celle-ci n'hésite pas à répliquer de son côté, ce qui contraint le Liban à protester auprès de Damas. De plus, « les alliés libanais du régime syrien, comme le Hezbollah, accusent certaines forces politiques implantées dans le village d’Ersal de faciliter la contrebande d'armes destinées aux insurgés syriens ».
En février 2013, Hassan Nasrallah, chef du Hezbollah, déclare que « tout ce qui aboutirait à transférer la lutte en Syrie vers le Liban serait une erreur » mais les combats continuent entre la milice et les insurgés syriens du côté syrien de la frontière syro-libanaise. Le même mois, le général Selim Idriss, chef d'état-major de l'ASL, menace de bombarder le Hezbollah au Liban, accusé de tirer sur des localités rebelles en Syrie.
La bataille de Qousseir (mai-juin 2013) est un tournant dans l'implication des troupes du Hezbollah en Syrie et l'opposition du mouvement libanais à l'ASL.
Entre 2014 et 2015, l'Armée syrienne libre participe à la deuxième bataille de Kobané aux côtés des troupes kurdes.

## Idéologie
L'Armée syrienne libre rassemble plusieurs factions aux idéologies disparates. La plupart sont nationalistes, certaines sont islamistes sunnites modérées, d'autres laïques.

## Organisation et commandement
En décembre 2012, avec le soutien des pays du Golfe, de la Turquie et des Occidentaux, 260 chefs de groupes rebelles syriens se rassemblent à Antalya pour former un « Conseil militaire suprême » (CMS) sous la direction du général Selim Idriss. Mais fin 2013, furieux du retrait américain après le Massacre de la Ghouta, 13 groupes décident de quitter le CMS, dont les trois plus puissants — Jaych al-Islam, Suqour al-Cham et Liwa al-Tawhid — qui forment le Front islamique. Le Front islamique s'empare ensuite du plus important quartier-général du CMS, à Bab al-Hawa, près de la frontière turque.

## Effectifs

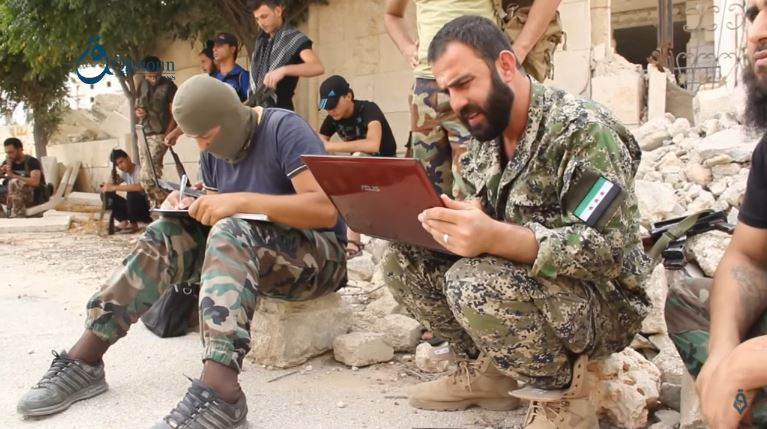
Rebelles du groupe Faylaq al-Cham de l'Armée syrienne libre préparant des tirs d'artillerie contre les positions tenues par les YPG à Alep, le 2 octobre 2015.

Fin 2011, les civils constituent la majorité des troupes de l'ASL, en particulier des jeunes appelés qui ne sont pas retournés à leurs casernes à l’issue d’une permission et des retraités de l'armée,, rejoints par des déserteurs de l'armée.
Fin septembre 2011, le New York Times donne une estimation de 10 000 soldats déserteurs d'après un responsable américain, tandis que l'Observatoire syrien des droits de l'homme (OSDH) estime que l'ASL compte moins de 1 000 soldats sur l'ensemble du territoire et que la plupart ne sont que des conscrits de moins de 20 ans ayant abandonné leur service militaire. En novembre 2011, le colonel Riad al-Asaad affirme que l'ASL compte 10 000 hommes divisés en 22 bataillons.
Fin décembre 2011, les services de renseignements français estiment les forces de l'ASL à 8 000 hommes. Vers la mi-janvier 2012, l'ASL déclare avoir 40 000 hommes dans ses rangs. Pour Charles Lister, chercheur au Middle East Institute, l'ASL rassemble 60 000 hommes en mars 2012, soit environ 50 % des forces rebelles. À l'été 2012, le commandant Riyad al Asaad ainsi que le porte-parole en France de l'ASL Fahd el-Masri revendiquent des effectifs ayant dépassé les 100 000 hommes,, alors que les spécialistes indiquent qu'un tiers de l’armée régulière aurait fait défection, soit 100 000 hommes également, mais sans pouvoir déterminer combien ont rejoint l'ASL.
En janvier 2013, Rami Abdel Rahmane, directeur de l'Observatoire syrien des droits de l'homme, indique : « Les défections n’ont pas pesé sur l’armée syrienne : la majorité des combattants rebelles n’est pas formé de militaires défectionnaires mais de civils ayant pris les armes ». En avril 2013, des experts estiment le nombre de combattants de l'ASL à 140 000. À l'été 2013, Selim Idriss revendique seulement 80 000 hommes équipés d'armes légères, « dont 50 000 à 60 000 sont actifs sur le terrain »,.
À l'automne 2013, seules deux brigades de l'ASL ont une ampleur nationale et constituent son ossature : Ahfad Al-Rassoul (« les Petits-Fils du Prophète ») et Jabhat Ahrar Souria (« le Front des Hommes libres de la Syrie »).
En janvier 2014, selon la journaliste française Catherine Gouëset, l'ASL apparaît marginalisée avec seulement 15 000 à 20 000 hommes dispersés, surtout actifs dans la région de Deraa, au sud de la Syrie.
Fin 2015, le chercheur américain Charles Lister estime que l'ASL compte 45 000 hommes, dont 25 000 au sein du Front du Sud et 20 000 dans le reste de la Syrie.
En mars 2016, l'universitaire Ziad Majed évalue les effectifs de l'ASL à « environ 30 000 hommes ». Elle compte alors plus de 50 groupes distincts, contre 70 environ en 2015.

## Armement, financement et soutiens

### Sources de l'intérieur
La plupart des armes utilisées par l'Armée syrienne libre seraient achetées directement à des soldats ou aux « chabbihas », les milices pro-régime,, récupérées lors des attaques menées contre les postes et convois des forces loyales au régime ou fabriquées par les soldats de l'ASL eux-mêmes. D'après Rifaat el-Assad, l'armée régulière aurait même « alimenté en armes sophistiquées et en munitions l'armée libre ». En juillet 2012, Fahd el-Masri, porte-parole de l'ASL à Paris, affirme que l'ASL dispose seulement d'armes légères et moyennes. Selon l'universitaire Thomas Pierret, les brigades de l'ASL « ne possèdent pour l'essentiel que ce qui constitue l'équipement de base des unités de l'armée syrienne (kalachnikov, fusil de précision Dragunov, mitrailleuse PKT et lance-roquettes RPG-7) et n'ont généralement acquis d'équipements plus sophistiqués (en particulier des missiles antichars Metis et Kornet) qu'en les capturant aux forces régulières ou en les achetant à des officiers corrompus ». En février 2013, l'ASL prend le contrôle d'une base aérienne, al-Jarrah, située près d'Alep : c'est la première fois depuis le début de la guerre civile que des avions militaires susceptibles de fonctionner tombent entre les mains des rebelles.
Le 1er avril 2012, le Conseil national syrien (CNS), lui-même financé par des pays étrangers, annonce qu'il va payer les salaires des membres de l'ASL.  
Malik al-Kurdi, le second du général Riad el Asaad, remet néanmoins en cause cet apport en août 2013 :
« Pour une partie, ce sont des mensonges. Pour le reste, l’aide financière et militaire parvient directement aux katibas [unités de combattants], sans passer par l’état-major de l’ASL. En fait, la plupart du matériel qu’ils ont envoyé, essentiellement des armes légères, fusils mitrailleurs, lance-roquettes, roquettes antichars de type RPG et munitions, se retrouve aux mains des groupes extrémistes. Je ne crois pas qu’il puisse s’agir d’un hasard. [...] Nous, l’état-major de l’ASL, sommes exclus de ce processus. Les armes traversent la frontière avec la bénédiction des Turcs à Bab al-Hawa, puis sont stockées à l’entrée du territoire syrien, proche de la localité d’Atmeh. Mais à trois reprises, elles ont ensuite disparu, confisquées ou prétendument volées par des groupes liés à Al-Qaïda. Il faut être très clair : comment se fait-il que tout le monde prétend aider les rebelles modérés de l’ASL, alors que, sur le terrain, les armes sont presque toutes aux mains des extrémistes djihadistes ? ».

### Soutiens régionaux
Le financement et l'armement extérieurs de l'ASL semblent venir principalement de pays du Golfe arabique comme l'Arabie saoudite, le Qatar, d'autres pays comme la Turquie et quelques pays occidentaux. Il est aussi possible qu'une partie du financement soit due au fait d'expatriés syriens,.

#### L'aide du Qatar et des rebelles libyens
Selon le New York Times, le Qatar finance « un effort multinational actif et complexe [...] pour transporter les armes depuis la Libye jusqu’aux combattants de l’opposition syrienne ». Les armes ainsi transférées sont en majorité légères, telles que des fusils, des mitrailleuses, des lance-roquettes type RPG, et des obus de mortier, mais les rebelles libyens ont également envoyé des missiles anti-chars. On estime qu’environ 28 tonnes d'armes ont ainsi été livrées aux rebelles anti-Assad par les airs entre août 2012 et juin 2013. Les avions spécialement affrétés pour l'occasion décollent vers la Turquie ou la Jordanie, où les armes sont ensuite introduites clandestinement en Syrie. Le gouvernement libyen ne serait cependant pas impliqué dans ces transferts.
Néanmoins, le Qatar soutient ouvertement des groupes salafistes rivaux de l'ASL tels que Ahrar al-Cham et Liwa al-Tawhid et se voit ainsi accuser de jouer un double jeu dès fin 2013.

#### L'aide saoudienne
Selon l'universitaire Thomas Pierret, « l'aide militaire saoudienne est surtout livrée à des groupes d'anciens militaires déserteurs, comme le Conseil militaire révolutionnaire, dirigé par le colonel Abdel Jabbar al-Oqaidi, à Alep ». Mais il faut noter une évolution de l'aide saoudienne : celle-ci était d'abord adressée, au printemps 2012, à des salafistes en transitant par la Turquie, alors que le Qatar en faisait de même mais en destinant ses livraisons à des groupes proches des Frères musulmans. À l'automne 2012, le soutien de l'Arabie saoudite se déplace en Jordanie, plus précisément à Amman où les armes financées par le royaume wahhabite parviennent par l'intermède d'avions croates, pour venir en aide à des nationalistes laïcs. Fin mars 2013, une trentaine de rotations de ce genre ont été observées et ont permis de renforcer la capacité des rebelles en leur apportant notamment des canons sans recul, lance-grenades et autres missiles antichars. En mai 2013, une cargaison d'armes à l'instigation de l'Arabie saoudite en soutien de l'ASL s'avère décisive dans la bataille de Qousseir.

#### L'aide du Koweït
Si le Parlement du Koweït a officiellement annoncé son soutien à l'ASL en mars 2012, Riyad al Asaad dément dans le même temps que des Koweïtiens combattent aux côtés des rebelles. En juin 2012, un journal koweïtien affirme que des dizaines de Koweïtiens luttent aux côtés de l'ASL, mais également d'importants groupes de combattants originaires d'Arabie saoudite, d'Algérie et du Pakistan.

#### Les soutiens djihadistes
L'ASL a par ailleurs reconnu que des combattants djihadistes se sont rangés à ses côtés, mais sans avoir un rôle « significatif ». Une opération importante comme le double attentat mené sur le siège de l'état-major syrien le 26 septembre 2012 à Damas est pourtant revendiquée par un groupe de djihadistes, alors que l'ASL précise avoir également participé à l'opération, sans que ses liens avec le groupe soient clairs. Pour le politologue Hasni Abidi, « l’ASL est un peu une auberge espagnole. Il s’agit d’éléments armés, opposés au régime au pouvoir, qui décident de le défier mais on ne sait pas qui ils sont exactement. Il y a de nombreux mouvements isolés. Et, avec les frontières avec l’Irak et la Turquie qui sont devenues de véritables passoires, les conditions sont propices à l’entrée en Syrie de ce que l’on appelle les nouveaux djihadistes ». Mais dès la fin 2012, les djihadistes, dont le Front al-Nosra, semblent gagner de l'influence au détriment de l'ASL, notamment en bénéficiant de fonds bien plus importants que celle-ci,. Mais cette alliance entre ASL et djihadistes s'effrite peu à peu, notamment lorsqu'un commandant de l'ASL est abattu en juillet 2013 par des combattants de l’État islamique en Irak et au Levant (EIIL), émanation d’Al-Qaïda en Syrie avec le Front Al-Nosra.
Selon l'universitaire Frédéric Pichon :
« l’ASL a été une franchise commode. Elle était composée des mêmes combattants qui aujourd’hui sont dans le front islamique, financé par les Saoudiens, ou des combattants du Front al-Nosra ou des groupes affiliés à Al-Qaida. Il y a toujours eu une grande porosité entre ces groupes de combattants. On a essayé de nous vendre une fiction de « modérés » au sein de l’ASL, à laquelle de nombreux experts n’ont jamais cru. Je comprends que pour un certain discours, il fallait dire que l’on soutenait des nationalistes, mais on ne les a jamais trouvés. Il y avait des Syriens, des hommes libres qui se réclamaient de l’ASL. Ils allaient du salafiste bon teint au djihadiste, en passant par des gens qui défendaient leur quartier ou leur village ».

### Soutien américain

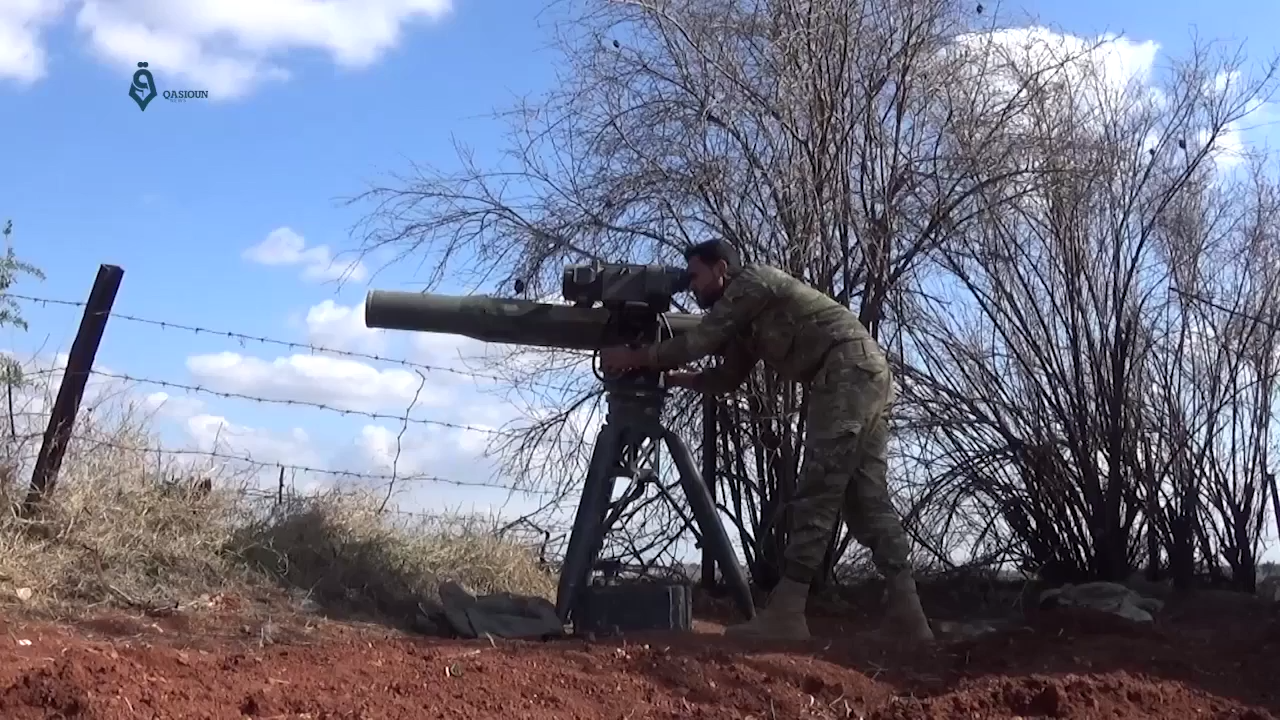
Un rebelle de Jaych al-Ezzah avec un BGM-71 TOW livrés par les États-Unis, au nord de Hama, en mars 2017.

À partir du printemps 2012, des agents de renseignement américains de la CIA aident à acheminer des armes à l'opposition syrienne depuis la Turquie. La CIA et le département d'État américain travaillent également avec les alliés du Golfe pour aider l'Armée syrienne libre à développer des routes logistiques et faire passer du matériel en Syrie. Les Frères musulmans syriens figurent parmi les intermédiaires. La CIA veille en particulier à ce que les armes parviennent aux rebelles et non aux djihadistes infiltrés en Syrie, mais un rapport publié par le New York Times en octobre 2012 révèle qu'elle y échoue, ces derniers bénéficiant de la majorité de l'approvisionnement. Elle fournirait également aux opposants des renseignements sur l'emplacement des troupes syriennes et leurs mouvements. En août 2012, des médias américains rapportent que le président Barack Obama a signé un document secret autorisant l'aide américaine à l'ASL : alors qu'officiellement les États-Unis n'offrent qu'une aide médicale et logistique à la rébellion syrienne, la CIA aurait avec cette directive l'autorisation d'agir clandestinement contre le régime syrien. Par ailleurs, le « Syrian Support Group », une association américaine en soutien des rebelles, a reçu une dérogation du département du Trésor des États-Unis pour apporter une aide financière et logistique à l'Armée syrienne libre.
En février 2013, les États-Unis promettent une aide de 60 millions de dollars au Conseil suprême militaire syrien qui chapeaute les rebelles de l'Armée syrienne libre sous forme d'aide non létale et d'aide médicale ainsi qu'en nourriture. Mais d'après le journaliste Georges Malbrunot, « les Forces spéciales n'ont pas attendu les annonces officielles pour passer à l'action » et plus précisément entraîner des rebelles de l’Armée syrienne libre (ASL) passés en Jordanie, au « King Abdallah special operation training center » (Kasotec) situé au nord d’Amman. Ils seraient assistés dans cette tâche par « des Forces spéciales britanniques et une poignée de Français », ainsi que le général Ahmed Al-Na'ameh, un ancien officier de l'armée régulière. La CIA et des forces spéciales américaines forment également des rebelles syriens en Turquie. L'entraînement consiste en sessions de deux semaines pour 20 à 45 combattants. Les insurgés de l'ASL s'entraînent au maniement de fusils et missiles antichars et d'armes lourdes pour résister aux avions des forces loyalistes.
En parallèle, le secrétaire d'État John Kerry donne un aval implicite aux pays du Golfe pour la livraison d'armes. En avril 2013, 4 000 combattants auraient été équipés et formés à Deraa sous la houlette des États-Unis et de leur allié saoudien, et auraient participé ainsi à la progression de l'ASL au sud de la Syrie.
En avril 2013 également, le président Barack Obama débloque 10 millions de dollars « pour fournir de l'aide médicale et alimentaire » au Conseil militaire suprême qui chapeaute l'ASL et à la Coalition nationale des forces de l'opposition et de la révolution (CNFOR). Le secrétaire d'État John Kerry annonce de son côté le doublement de l'assistance directe aux rebelles syriens et la livraison d'équipements militaires défensifs, le montant total de l'aide américaine atteignant ainsi 250 millions de dollars : il s'agirait notamment de gilets pare-balles, de véhicules ou encore de lunettes de vision nocturne.
En juillet 2013, Ahmad Assi Jarba, président de la CNFOR, déclare : « En vérité, nous n'avons pas reçu la moindre arme des États-Unis. Nous recevons une aide humanitaire d'urgence, mais à l'heure où je vous parle, aucune arme n'est arrivée ». Le général américain Martin Dempsey indique pour sa part que, si les États-Unis sont disposés à « renforcer les rebelles », le Pentagone n'envisage pas d'entraîner les rebelles syriens, cet entraînement devant être dispensé « par d'autres moyens, voire, peut-être, par d'autres pays »[réf. nécessaire].
L'assistance américaine débouche en août 2013 sur une offensive des premiers contingents formés en Jordanie au sud de la Syrie, avec l'encadrement de commandos jordaniens et israéliens, ainsi que de la CIA.
Elle se renforce en septembre 2013 avec, pour la première fois, des livraisons d'armes létales, à savoir des armes légères et des munitions, dans le contexte de tensions internationales consécutif au massacre de la Ghouta : celles-ci s'avèrent cependant d'une ampleur limitée.
En décembre 2013, les États-Unis suspendent leurs livraisons à l'ASL à la suite de la perte de contrôle de ses bureaux et de plusieurs entrepôts. Peu après, le Congrès approuve en secret le financement de la livraison, via la Jordanie, d'armes légères en direction, pour l'essentiel, des factions modérées, non islamistes de la rébellion syrienne, situées dans le sud du pays. Les soutiens de cette action reconnaissent néanmoins qu'elle n'augmente pas grandement les chances de victoire de la rébellion. Au printemps 2014, le gouvernement américain élabore un plan visant à former plus de rebelles syriens (présents essentiellement en Jordanie, le long de la frontière syrienne) et à leur livrer davantage d'armes légères. Si elle admet que ses projets ne changeront pas fondamentalement le rapport de force, l'administration Obama estime qu'ils augmentent ses chances d'avoir des alliés au pouvoir au cas où le régime de Bachar al Assad viendrait à tomber.
En avril 2014, l'ASL reçoit pour la première fois, via le mouvement Hazm (composé principalement d'anciens soldats ayant fait défection de l'armée syrienne), une vingtaine de missiles antichars TOW de fabrication américaine pour lesquels des dizaines de combattants ont subi un entrainement grâce à une aide internationale. Un officier rebelle indique qu'on leur en a promis davantange « s'ils sont utilisés à bon escient ». L'ASL les utilise dans certains points chauds, comme les provinces septentrionales d'Idleb, Alep et Lattaquié.
En juin 2014, Barack Obama annonce son intention de débloquer 500 millions de dollars pour « entraîner et équiper » l'opposition modérée armée en Syrie, après enquête sur les groupes bénéficiaires.
En février 2015, les États-Unis signalent un accord avec la Turquie pour former, sur une période de trois ans, 15 000 combattants de l’opposition syrienne modérée dans les environs de Kirsehir afin de combattre l'État islamique. Ossama Abou Zayed, le porte-parole de l’Armée syrienne libre, déplore cependant que son organisation ne soit pas incluse dans ce programme, de même qu'« aucune brigade engagée dans des combats contre le régime » selon lui.

### Soutien britannique
En février 2012, le ministre des Affaires étrangères britannique William Hague déclare que le Royaume-Uni s'apprête à envoyer de l'équipement en communication stratégique à l'opposition syrienne, et qu'il n'y aurait pas de limites à ce soutien. En août 2012, le Sunday Times annonce que le service de renseignements britannique a apporté, depuis ses bases chypriotes, une aide logistique à l'ASL pour lancer des attaques sur les forces gouvernementales, et ce avec la pleine approbation des autorités britanniques.
En mars 2013, le Royaume-Uni annonce qu'il fournira des véhicules blindés aux rebelles, puis soutient la levée de l'embargo européen sur les armes tout en assurant qu'il compte fournir des armes aux rebelles syriens même sans accord des Vingt-Sept.  
En décembre 2013, le Royaume-Uni suspend ses livraisons à l'ASL à la suite de la perte de contrôle de ses bureaux et de plusieurs entrepôts. Le ministre des Affaires étrangères William Hague annoncent que celles-ci reprennent début mai 2014. Elles concernent des équipements militaires non létal (ordinateurs portables avec connexion internet satellitaire, téléphones portables, radios, 4x4, générateurs portables, tentes, rations alimentaires, kits médicaux) pour un montant total d'un million de livres, soit 1,2 million d'euros.

### Soutien français
En juin 2012, le gouvernement français déclare qu'il envisage à son tour de fournir des moyens de communication aux rebelles syriens. En septembre, il affirme se refuser à aller plus loin en leur confiant des armes, mais commence à soutenir financièrement des territoires libérés et réfléchit à leur fournir de l'artillerie lourde en vue d'une protection contre des attaques du régime. En mars 2013, alors que Paris soutient la levée de l'embargo européen sur les armes et compte agir unilatéralement sans un accord des Vingt-Sept, Le Monde indique : « La France, qui se targue d'avoir une bonne connaissance de la cartographie des groupes armés sur le terrain, entretient des contacts étroits avec le chef d'état-major de l'Armée syrienne libre, Salim Idriss. Paris voudrait faire de lui la principale, sinon la seule porte d'entrée des armes livrées, notamment par les pays du Golfe, aux rebelles syriens ». En septembre 2013, François Hollande annonce depuis Bamako que la France va finalement fournir des armes à l'ASL « dans un cadre contrôlé » et « élargi avec un ensemble de pays ». En décembre 2013, la France indique que contrairement aux États-Unis et au Royaume-Uni, elle maintient « ses livraisons d'aide militaire non létale » à la suite de la perte des bureaux et de plusieurs entrepôts de l'ASL. Plusieurs livraisons ont ainsi eu lieu au cours de l'année 2013, comprenant notamment des mitrailleuses de calibre 12,7 mm, des lance-roquettes, des gilets pare-balles, des jumelles de vision nocturne et des moyens de communication. Les livraisons sont toujours en cours à l'été 2014.

### Soutien allemand
En août 2012, les médias allemands signalent que le navire de reconnaissance Oker appartenant au Service fédéral de renseignement allemand se livre à des activités d'espionnage au profit de l'ASL par l'intermédiaire des services américain et britannique. Interpellées par l'opposition, les autorités allemandes, si elles reconnaissent la présence d'un bâtiment de la marine équipé d'appareils de surveillance dans les eaux internationales au large de la Syrie, nient qu'il s'agisse d'un navire d'espionnage.

### Soutien israélien
Outre une probable assistance israélienne dans une offensive de l'ASL au sud de la Syrie en août 2013, un commandant de l'ASL, arrêté en juillet 2014 par le Front al-Nosra, a révélé à ses ravisseurs qu’il a collaboré avec Israël en échange d’aide médicale et militaire (armes antitanks soviétiques et armes légères), à condition de sécuriser la zone où se trouve la barrière israélienne.
Le 18 juin 2017, dans une interview accordé au Wall Street Journal, l'un des chefs des milices anti-régime sur le Plateau du Golan déclare qu’Israël verse 5 000 dollars en plus de l'aide médicale et militaire pour contrer les milices pro-iraniennes dans ce secteur.

### Coordination des soutiens étrangers
À partir de septembre 2012 est mise en place une structure d'échange de renseignements et de planification en soutien aux rebelles, incluant les États-Unis, le Royaume-Uni, la France, la Turquie et la Jordanie, ainsi que des discussions avec les États du golfe, l'Arabie saoudite et le Qatar : selon le quotidien anglais The Independent, cette coalition « dresse des plans pour entraîner les combattants rebelles en Syrie et leur apporter un soutien aérien et naval ». En septembre 2012 également, Philip Giraldi, ancien agent de la CIA à Istanbul, confie au journal turc Hürriyet qu'une cinquantaine d'agents de renseignement de nationalités américaine, française, allemande, britannique et peut-être grecque travaillent à la frontière turco-syrienne depuis la base aérienne d'Incirlik, avec de nombreux espions et informateurs à leur service et une importante coordination des services de renseignement turcs, notamment dans les rencontres avec les représentants de l'ASL. Enfin, selon le New York Times, David Petraeus, directeur de la CIA, se rend dans le même temps en Turquie pour tenter d'encadrer l'approvisionnement du Qatar et de l'Arabie saoudite en armes à destination des rebelles, alors que des responsables américains déplorent « qu'il n'existe pas de système centralisé pour coordonner ces livraisons et contrôler à quels groupes elles sont destinées ».
Après la brèche dans l'embargo européen accordée en mars 2013 par l'Union européenne, Français et Britanniques, en coordination avec les États-Unis, accroissent leur soutien aux brigades de l'ASL à la frontière jordano-syrienne, en fournissant notamment de l'entraînement au combat et des formations pratiques en matière de communication cryptée, un préalable à la livraison de matériel radio.
En juin 2013, Barack Obama ordonne secrètement à la CIA de se coordonner avec les alliés des États-Unis qui fournissent des armes aux rebelles.
Au printemps 2014, il est annoncé que les nouvelles formations de l'ASL initiées par les États-Unis verront la participation de l'Arabie saoudite, de la Jordanie, des Émirats arabes unis et de la France.
Les Français et les Américains auraient demandé aux brigades de l'ASL auxquelles ils donnaient des missiles de filmer leur utilisation en vidéo afin de s'assurer de leur bon usage. Mediapart souligne en mars 2016 que « l'absence de coordination et de hiérarchie entre les multiples groupes qui constituent aujourd’hui l’ASL rend très difficile le suivi du financement » fourni par la coalition.

### Soutien dans le monde musulman
Le 7 février 2012, 107 personnalités musulmanes, oulémas et intellectuels islamistes notamment, signent une déclaration en arabe appelant les musulmans à apporter à « l'Armée syrienne libre (ASL) les moyens matériels et symboliques dont elle a besoin (…) ils doivent la soutenir, l'améliorer, la renforcer et la rejoindre, afin d'assurer la défense des civils, des villes et des institutions (…) d'aider les révolutionnaires en Syrie de ce dont ils ont besoin en termes de moyens matériels et symboliques (…) ». Parmi les signataires figurent de très proches collaborateurs de l'Union des organisations islamiques de France (UOIF) comme Youssef al-Qaradâwî, Rached Ghannouchi ou encore Issam al-Bachir (ancien ministre des Affaires religieuses au Soudan et membre du Conseil européen de la fatwa et de la recherche).

## Critiques et controverses

### Atteintes à la dignité humaine et aux libertés
En juin 2012, Human Rights Watch (HRW) accuse l'Armée syrienne libre de recruter des enfants soldats. La commission d'enquête sur la Syrie des Nations unies alerte à son tour sur ce sujet en août en assurant avoir rassemblé des preuves du non-respect de l'engagement pris par Riyad al Asaad, chef de l'ASL, de ne pas utiliser des enfants à des fins militaires. HRW renouvelle sa critique dans un rapport publié en novembre : selon l'ONG, au moins trois brigades de l'ASL auraient recours à des enfants, ce qui constitue un crime de guerre.
Le 20 juillet 2012, Adnan al-Assadi, ministre irakien de l'intérieur, accuse des membres de l'Armée syrienne libre d'avoir coupé les jambes et les bras d'un lieutenant-colonel de l'armée syrienne, et exécuté 22 soldats syriens.
Le 31 juillet 2012, l'ASL diffuse une vidéo où l'on voit certains de ses membres exécuter sommairement des miliciens au service du régime de Bachar el-Assad, ce qui déclenche de nombreuses critiques. L'acte est condamné par le commandement de l'ASL, qui affirme respecter les lois et les conventions internationales, sans être toujours en mesure de contrôler ses troupes.
Le 15 août 2012, une commission d'enquête mandatée par l'ONU écrit dans un rapport que « des crimes de guerre, incluant des meurtres, des assassinats extra judiciaires et des tortures ont été commis par les groupes armés anti-gouvernement. Toutefois ces violations et abus n'étaient pas de la même gravité, fréquence et échelle que ceux commis par les forces gouvernementales syriennes et les Chabbiha », accusées pour leur part de crimes contre l'humanité.
En août 2012, la BBC censure une vidéo tournée par un journaliste du New York Times où l'on voit des rebelles de l'ASL forcer un prisonnier à commettre un attentat suicide.
En septembre 2012, l'Observatoire syrien des droits de l'homme accuse des membres de l'ASL d'avoir exécuté sommairement une vingtaine de soldats de l'armée syrienne, ce dont l'ASL se défend ; Jean-Marie Fardeau, directeur de Human Rights Watch, affirme alors disposer d' « une dizaine de cas d'exécutions documentés de l'ASL ».
En octobre 2012, les comités  locaux de coordination (la résistance civique syrienne de l'intérieur) publient un communiqué pour réclamer la remise en liberté immédiate de Fida Itani, journaliste au quotidien libanais Al-Akhbar maintenu en « résidence surveillée » par une unité de l'Armée syrienne libre qui désapprouve certains de ses articles.
En mai 2013, une vidéo circulant sur internet montre un chef rebelle se réclamant de l'ASL et mutilant le cadavre d'un soldat syrien pour lui prendre le cœur et le foie. Elle suscite une vague de condamnations internationales. Selon Human Rights Watch, il s'agit d'un commandant de la brigade rebelle Omar Al-Farouq issue de l'ASL. Le commandement de l'état-major de l'ASL réagit dans un communiqué en affirmant : « Tout acte contraire aux valeurs pour lesquelles le peuple syrien verse son sang (...) ne passera pas sous silence et le coupable sera puni sévèrement, même s'il s'agit d'un membre » de la rébellion. Il invite également les citoyens syriens à l'informer de « tout acte contraire à la loi commis par des personnes se présentant comme des membres de l'ASL ou de tout autre groupe combattant ».
En septembre 2013, le New York Times met en ligne « une vidéo montrant des rebelles syriens exécutant sept prisonniers, identifiés comme étant des soldats de l'armée régulière. Elle aurait été tournée dans le nord du pays au printemps 2012 ». La brigade dont sont issus ces rebelles aurait reçu au moins une fois des armes de l'ASL.

### Relations avec les islamistes
Les groupes djihadistes Front al-Nosra et Ahrar al-Cham prêtent main-forte aux rebelles de l'ASL contre les troupes du régime syrien et se sont avérés d'une grande utilité pour ces derniers lors de la bataille d'Alep.
Bien qu'alliés à l'ASL dans le but de faire tomber Al-Assad, les membres de l'ASL ont condamné à de nombreuses reprises les attentats-suicides perpétrés par Al-Nosra et certains indiquent que l'éventualité d'un après-Assad serait marqué par une guerre entre l'ASL et les islamistes djihadistes, prônant une société basée sur les lois de la charia.
Jamal Maarouf, ancien commandant du Front révolutionnaire syrien, affirme que le Front al-Nosra « prélève une partie de l’aide humanitaire et militaire » envoyée à l'ASL.

### Tensions avec la Russie
En octobre 2012, le chef d'état-major de l'armée russe affirme que l'ASL dispose de missiles Stinger de fabrication américaine (ce qui est démenti par l'administration Obama), puis le ministère russe des Affaires étrangères accuse les États-Unis de coordonner la livraison d'armes aux rebelles syriens.

### Remise en cause de son existence réelle
En mars 2013, le chercheur suédois Aron Lund publie un article dans lequel il affirme que l'Armée syrienne libre n'existe pas en tant que telle, mais fut à l'origine « a branding operation » (une opération de nom de marque), avançant que la plupart des brigades se sont réclamées de l'ASL sans être réellement sous son commandement et que le nom d'Armée syrienne libre sert davantage à distinguer les brigades non-idéologiques des groupes djihadistes. Il affirme par ailleurs que les premiers commandants étaient sous tutelle turque, sans possibilité de fonctionner en toute autonomie,. Le Belge Koert Debeuf, représentant au Proche-Orient du groupe libéral au Parlement européen, réagit vivement contre cette analyse. Aron Lund précise alors que la problématique abordée dans son article était que parmi les porte-parole ou les dirigeants de l'Armée syrienne libre sur lesquels s'appuient les médias, peu d'entre eux représentent un segment important des combattants sur le terrain.
L'universitaire Thomas Pierret indique en 2013 : « Le problème est que la situation est très variable d’une région à l’autre : dans certaines zones, l’ASL est une coquille vide, dans d’autres, comme à Damas, elle est structurée et serait sûrement capable de prendre la main si la situation le permettait ».
Malik al-Kurdi, le second du général Riad el Asaad, déclare en août 2013 :
« L’ASL n’est plus qu’un nom. Certaines katibas [unités de combattants] s’en revendiquent, mais cela ne veut pas dire qu’elles suivent l’état-major. [...] les groupes, même sous la bannière de l’ASL, font ce que bon leur chante. En outre, beaucoup d’entre eux quittent publiquement ou non l’ASL pour rallier les groupes dits islamistes ».
En décembre 2013, l'universitaire Fabrice Balanche indique : « L'ASL n'a jamais vraiment existé. Il y a eu un état-major composé d'une cinquantaine de généraux déserteurs, majoritairement réfugiés en Turquie. On parlait d'armée organisée, ce n'était rien de tout cela, c'était du vent ».
En février 2014, Le Monde affirme : « Plusieurs brigades, islamistes et non islamistes, continuent [...] de se réclamer de l'ASL, qui désigne désormais plus la rébellion qu'une coalition bien structurée ».
En mars 2014, Fahad Al Masri a annoncé dans un communiqué publié par les agences de presse son retrait du commandement conjoint de l'Armée syrienne libre, en raison de l'état de fragmentation, de corruption et d'islamisation.
Pour Frédéric Pichon, chercheur et spécialiste de la Syrie, l'ASL n'existe pas et a toujours entretenu des liens étroits avec salafistes et djihadistes. Il précise qu'elle collabore également avec Al Qaïda.
En mars 2016, l'universitaire Ziad Majed dément la disparition de l'ASL et considère plutôt qu'elle « est entrée depuis plusieurs années dans une phase de fragmentation dont elle n’est jamais sortie. La structure de coordination a disparu et l’armée s’est transformée en une multitude de brigades régionales ou locales, souvent commandées par des chefs autoproclamés réticents à toute ingérence extérieure. Et pas toujours compétents et rigoureux en matière de gestion des ressources ».
Thomas Pierret indique en août 2016 :
« L’ASL n’est plus une structure de coordination comme elle l’a été. Aujourd’hui, quand on parle d’ASL, c’est pour évoquer un label qu’un certain nombre de groupes endossent, en se désignant eux-mêmes Armée syrienne libre. Ce sont en majorité des groupes parrainés par la coalition regroupant différents États de la région ainsi que les États-Unis, et qui reçoivent leur aide logistique. [...] l’Armée syrienne libre ne représente plus du tout un commandement unifié ».

## Opinion de la population syrienne
En juillet 2015, un sondage commandé par la BBC est mené en Syrie par l'institut international ORB. Il porte sur un échantillon de 1 365 personnes, dont 674 en zone contrôlée par le gouvernement syrien, 430 en zone contrôlée par les rebelles, 170 en zone contrôlée par l’État islamique et 90 en zone contrôlée par les Kurdes. Les résultats sont cependant à prendre avec précaution, les sondés ayant pu orienter leurs réponses par craintes de représailles. À la question : « Que pensez-vous de l'influence de cet acteur (l'Armée syrienne libre) sur la guerre en Syrie? » les réponses sont :
- En zone contrôlée par le gouvernement syrien : 8 % « Complètement positive », 7 % « Plutôt positive », 27 % « Plutôt négative », 57 % « Complètement négative », 1 % « Ne sais pas » ;
- En zone contrôlée par les rebelles : 27 % « Complètement positive », 30 % « Plutôt positive », 15 % « Plutôt négative », 26 % « Complètement négative », 2 % « Ne sais pas » ;
- En zone contrôlée par l'Armée syrienne libre : 37 % « Complètement positive », 29 % « Plutôt positive », 9 % « Plutôt négative », 24 % « Complètement négative », 1 % « Ne sais pas » ;
- En zone contrôlée par l'État islamique : 22 % « Complètement positive », 23 % « Plutôt positive », 15 % « Plutôt négative », 36 % « Complètement négative », 4 % « Ne sais pas » ;
- En zone contrôlée par les Kurdes : 37 % « Complètement positive », 29 % « Plutôt positive », 9 % « Plutôt négative », 24 % « Complètement négative », 1 % « Ne sais pas » ;
- Ensemble de la Syrie : 18 % « Complètement positive », 18 % « Plutôt positive », 20 % « Plutôt négative », 43 % « Complètement négative », 1 % « Ne sais pas ».